# Redes moleculares
Las redes moleculares son un método analítico que permite visualizar las relaciones entre moléculas en función de sus patrones de fragmentación en análisis de espectrometria de masas en tandem (MS/MS). Cada espectro en la red se representa como un nodo, y las alineaciones de espectro a espectro se visualizan como aristas (conexiones) entre estos nodos. Este enfoque ayuda a identificar y agrupar compuestos estructuralmente similares, facilitando la interpretación de datos complejos y la identificación de nuevas moléculas en mezclas complejas. Los nodos pueden enriquecerse con metadatos adicionales, como coincidencias de desreplicación o información proporcionada por el usuario, tal como abundancia, origen del producto, actividad bioquímica o hidrofobicidad.

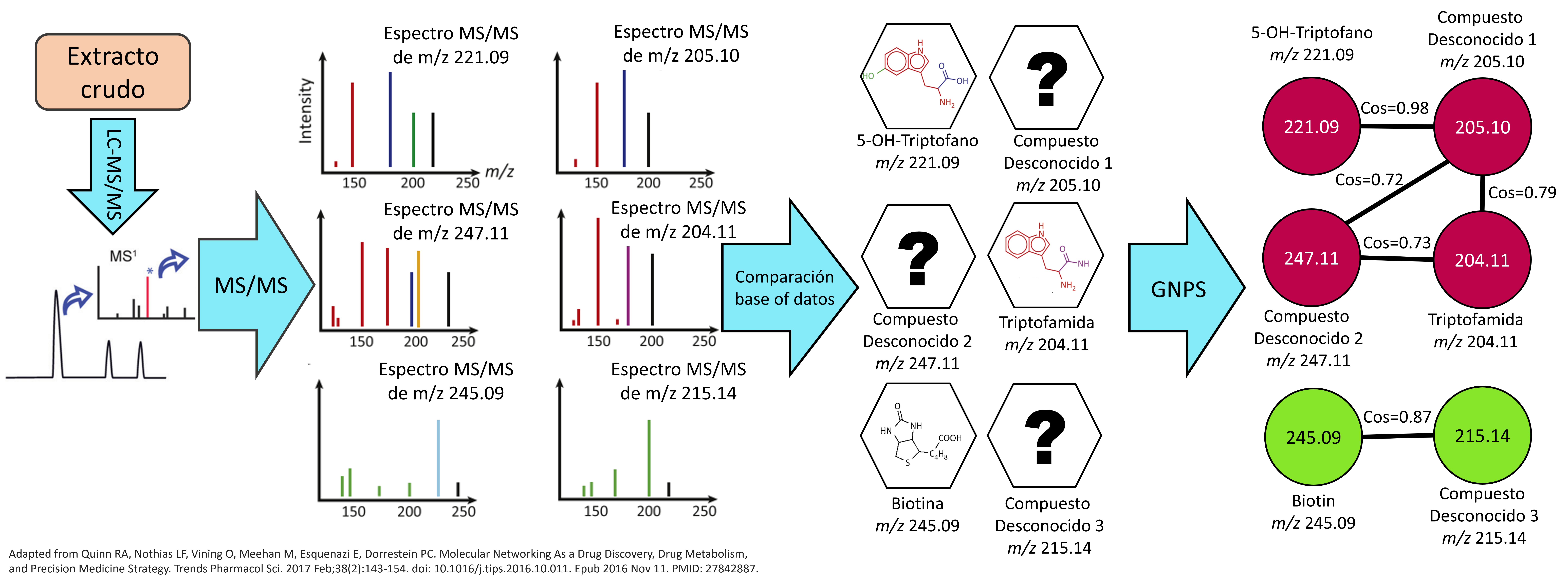
Uso de redes moleculares para anotar espectros de masas en extractos crudos

Desde su introducción en 2012, las redes moleculares se han convertido en una herramienta esencial de bioinformática para visualizar y anotar datos de espectrometría de masas no dirigidos, permitiendo la alineación de espectros experimentales entre sí y la conexión de moléculas relacionadas por su similitud espectral. En una red molecular, las moléculas relacionadas se denominan 'familia molecular', diferenciándose por transformaciones simples como la glicosilación, alquilación y oxidación/reducción. Desde 2013, estas redes están accesibles públicamente a través de GNPS (Global Natural Products Social Molecular Networking), una plataforma web para la captura y análisis de conocimiento en MS, aplicándose ampliamente en metabolómica basada en MS para ayudar en la anotación de familias moleculares a partir de sus patrones de fragmentación.

## Principio
El uso de MS/MS combina dos analizadores de masa en un solo instrumento, lo que permite el filtrado y la fragmentación de un ion precursor y la medición de sus iones producto. El principio detrás de las redes moleculares es que los iones precursores están conectados basados en la arquitectura química del compuesto, lo que significa que compuestos similares tienen patrones de fragmentación de iones precursores similares. Luego, los diferentes iones precursores se representan en una red como nodos, y la similitud entre sus patrones de fragmentación se puntúa de 1 (espectros de fragmentación idénticos) a 0 (iones padres completamente diferentes). Esta puntuación de similitud se utiliza entonces para conectar los nodos mediante aristas y agruparlos en MFs.

## GNPS
La plataforma GNPS alberga una biblioteca espectral, que comprende varias bibliotecas de compuestos conocidos y sus respectivos patrones de fragmentación. En total, la biblioteca espectral posee casi 600,000 espectros MS/MS disponibles, incluyendo varios productos naturales (números hasta agosto de 2023). GNPS se ha establecido como un estándar para el análisis de datos de MS/MS, y su uso ha ido en aumento dado a su modelo de acceso abierto impulsado por la comunidad, alentando a los usuarios a compartir sus conjuntos de datos para uso comunitario. Su interfaz gráfica es fácil de usar, lo cual la hace fácilmente navegable para aquellos no familiarizados con la programación. El equipo detrás de GNPS incluso ha proporcionado tutoriales multilingües para mejorar su accesibilidad. Notablemente, la plataforma ha sido diseñada para facilitar el análisis de conjuntos de datos tanto grandes como pequeños.